# Corinna nitens
Corinna nitens is een spinnensoort uit de familie van de loopspinnen (Corinnidae).
De wetenschappelijke naam van de soort werd in 1891 als Hypsinotus nitens gepubliceerd door Eugen von Keyserling.